# 第3回日本レコード大賞
第3回日本レコード大賞（だい3かいにほんレコードたいしょう）は、1961年（昭和36年）12月28日に神田共立講堂で行われた、3回目の『日本レコード大賞』である。

## 概要
第3回の大賞は、フランク永井の「君恋し」に決定した。フランク永井は初の受賞。本年度からは、リバイバル作品も審査の対象となった。
前年誕生した「新人賞」は、この年のみ「新人奨励賞」という形で複数名の新人に与えられる賞となった。

## 放送時間
テレビ
- 15:30 - 17:00（JST）[1]

## 司会
- 芥川隆行 - 前回に続き、2度目の司会。

## 受賞作品・受賞者一覧

### 日本レコード大賞
- 「君恋し」
  - 歌手:フランク永井
  - 作詞:時雨音羽
  - 作曲:佐々紅華
  - 編曲:寺岡真三

### 歌唱賞
- 「硝子のジョニー」
  - 歌手:アイ・ジョージ

### 新人奨励賞
- 仲宗根美樹（歌:「川は流れる」）
- 山中みゆき（歌:「団地のお嬢さん」）
- 平野こうじ（歌:「白い花のブルース」）
- 松島アキラ（歌:「湖愁」）
- 藤野たつ美（歌:「むすめ三度笠」）
- 柳うた子（歌:「さいはての唄」）

### 作曲奨励賞
- 「恋しているんだもん」（歌:島倉千代子）
  - 作曲:市川昭介

### 編曲賞
- 「刑事物語」（歌:西田佐知子／57オール・スターズ）
  - 編曲:広瀬雅一

### 作詩賞
- 「白い花のブルース」（歌:平野こうじ）／「磯ぶし源太」（歌:橋幸夫）
  - 作詞:佐伯孝夫

### 企画賞
- 日本コロムビア(株) 「日本歌謡史」

### 童謡賞
- 曲名：「かかしのねがいごと」（歌:楠トシエ）

## TV中継スタッフ
- プロデューサー：
- 総合演出：
- 舞台監督：
- 編成担当：
- 製作著作：TBS
- 主催：社団法人 日本作曲家協会、日本レコード大賞制定委員会、日本レコード大賞実行委員会